# Ostružná (vattendrag)
Ostružná är ett vattendrag i Tjeckien.   Det ligger i regionen Plzeň, i den sydvästra delen av landet, 110 km sydväst om huvudstaden Prag.